# Acidota subcarinata
Acidota subcarinata es una especie de escarabajo del género Acidota, tribu Anthophagini, familia Staphylinidae. Fue descrita científicamente por Mannerheim en 1830.
Se distribuye por Países Bajos, Reino Unido de Gran Bretaña e Irlanda del Norte, Suecia, Noruega, Finlandia, Austria, Estonia, Alemania, Federación Rusa, Italia, Francia, Chequia, Dinamarca, Hungría, Luxemburgo y Polonia. La especie se mantiene activa durante todos los meses del año.